# Теофіла Людвіка Заславська
Теофіла Людвіка Заславська, княгиня Теофіла Людвіка Заславська гербу Баклай (бл. 1650 — 8 грудня 1709) — 4-та Острозька ординатка. Сестрениця короля Яна ІІІ Собеського.

## Життєпис
Двічі виходила заміж. Вперше за Дмитра Юрія Вишневецького (1671), вдруге за Юзефа Кароля Любомирського (1683).
Від другого шлюбу мала трьох дітей: Александра Домініка Любомирського, Терезу Любомирську і Маріанну Любомирську.

### Шлюб з Димитром Єжи Вишневецьким
В листопаді 1670 року князь Дмитро Юрій Вишневецький, який хотів одружитись з Теофілією, але тоді мав конфлікт з коронним гетьманом Яном Собеським, вислав Ґабріеля Сільніцького (Сільніцький служив у складі гусарської корогви Д. Ю. Вишневецького поручником після реорганізації війська) до нього з місією про перепросини.
10 травня 1671 Теофіла Людвіка у замковій каплиці Уяздова побралася з Димитром Єжи Вишневецьким. Згідно зі шлюбною угодою, князівна внесла багатий посаг: 150 000 золотих грішми, забезпечених на Локачах і Турійську, та 100 000 золотих у клейнодах. Навзаєм князь Дмитро записав Теофілі Людвіці удвічі більшу суму, забезпечену власними маєтностями. Шлюб виявився нещасливим. Князь іґнорував дружину, знайшов у Люблині коханку на ім'я Конкордія. Недовго так тривало, після смерті Олександра Януша Заславського (†1682) — брата княгині — Теофіла Людвіка обійняла цілу Острозьку ординацію. 28 липня 1682 року в ординатському палаці в Любліні помер чоловік — Дмитро Єжи Вишневецький.

### Новий шлюб і чоловіковий спадок
Побивалася за чоловіком. Яка багата вдова була «ласим шматочком». В листопаді 1682 року королева Марія Казимира Собеська намагалася висватати Заславську для свого брата Анне Луїса д'Арк'єн. Гідним чином поховавши чоловіка в половині 1683 року, Теофіла Людвіка вийшла заміж за старосту сандомирського Юзефа Карла Любомирського. Завдяки цьому шлюбові родина Любомирських вирішила домагатися Острозького майорату на свою користь, а на доважок отримала маєтності котрі заповів Теофілі Людвіці попередній чоловік. В 1688 р. княгиня була засуджена на баніцію, однак зуміла залишити у своїх руках Залізці, отримані Вишневецьким через Люблинський трибунал. У 1694 році втратила решту маєтностей, за винятком Баранува-Сандомирського, яким володіла до смерті.

### Життя з Любомирським

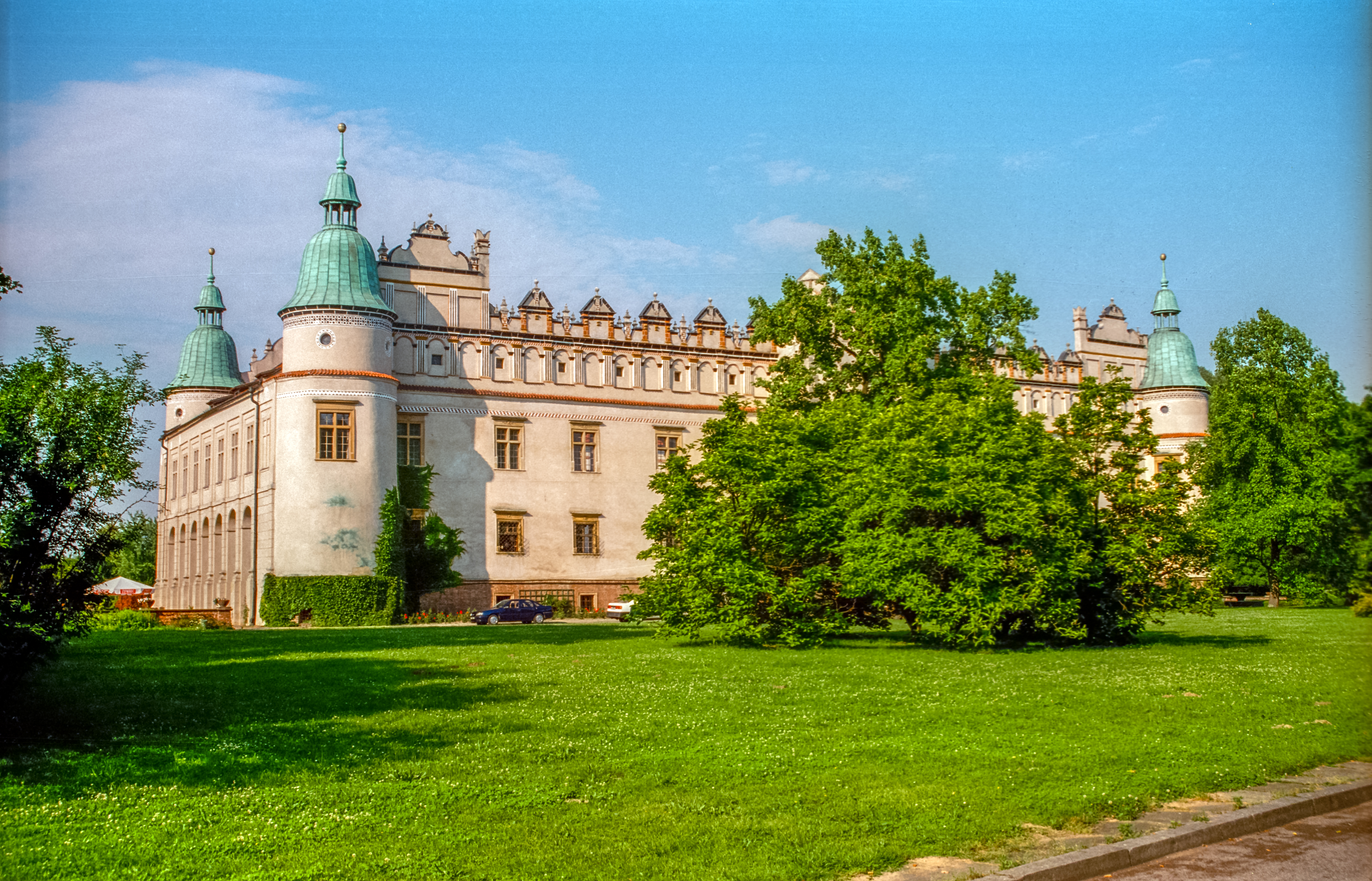
Замок у Баранові-Сандомирському.

Шлюб з Ю. К. Любомирським видався щасливішим, хоча чоловік — за даними польського дослідника Адама Пшибося в ПСБ — вів розпусний спосіб життя, що в 1696 році призвело до їх розлучення. Незабаром один за одним почали народжуватися діти: Олександр Домінік, Тереза, Маріанна і Ян, який помер немовлям. Княгиня часто навідувалася під ту пору на гостину до вуйка Яна ІІІ Собеського до королівської резиденції у Вілянові. Перебудувала свій замок у Баранові за проектом архітектора Тильмана з Гамерен. Невдовзі Любомирський обійняв посаду маршалка великого коронного, що вивищило шляхетську родину. Проте у 1695 році виник сімейний скандал: Любомирський тоді внадився до коханки на прізвище Коженьовска. Теофіла намагалася позбавити чоловіка власності на підставі нібито його розумової неповноцінності. Відокремлення подружжя відбулося, але обійшлися без розлучення. Юзеф Карл залишився з конкубіною, наражаючись на засудження зі сторони церкви. Теофіла Людвіка натомість присвятила себе вихованню дітей і догляду за маєтностями. У 1701 році видала дочку Терезу за Карла ІІІ Філіпа Вітельсбаха — майбутнього курфюрста Курпфальцу. У 1702 році Теофіла Людвіка вдруге овдовіла. Поховали чоловіка 22 травня 1703 року.

### На схилі літ
В останні роки життя Теофіла Людвіка віддавалася харитативній діяльності, передусім опікуючись школами. Померла під час подорожі з дочкою Маріанною до Вроцлава і Оломоуца. Після її смерті Острозький майорат успадкував син Олександр, після його смерті — зять Павло Карл Санґушко.

## Родинні зв'язки
| Софія Теофіла Даниловичівна | Софія Теофіла Даниловичівна | Софія Теофіла Даниловичівна | Софія Теофіла Даниловичівна | Софія Теофіла Даниловичівна | Софія Теофіла Даниловичівна |                   |                   |                   |                   |                   |                   | Якуб Собеський | Якуб Собеський | Якуб Собеський | Якуб Собеський | Якуб Собеський             | Якуб Собеський |  |  | Евфрузина Янушівна Острозька | Евфрузина Янушівна Острозька | Евфрузина Янушівна Острозька | Евфрузина Янушівна Острозька | Евфрузина Янушівна Острозька | Евфрузина Янушівна Острозька |                                          |                                          |                                          |                                          |                                          |                                          | Олександр Янушович Заславський | Олександр Янушович Заславський | Олександр Янушович Заславський | Олександр Янушович Заславський | Олександр Янушович Заславський | Олександр Янушович Заславський |  |  |
| Софія Теофіла Даниловичівна | Софія Теофіла Даниловичівна | Софія Теофіла Даниловичівна | Софія Теофіла Даниловичівна | Софія Теофіла Даниловичівна | Софія Теофіла Даниловичівна |                   |                   |                   |                   |                   |                   | Якуб Собеський | Якуб Собеський | Якуб Собеський | Якуб Собеський | Якуб Собеський             | Якуб Собеський |  |  | Евфрузина Янушівна Острозька | Евфрузина Янушівна Острозька | Евфрузина Янушівна Острозька | Евфрузина Янушівна Острозька | Евфрузина Янушівна Острозька | Евфрузина Янушівна Острозька |                                          |                                          |                                          |                                          |                                          |                                          | Олександр Янушович Заславський | Олександр Янушович Заславський | Олександр Янушович Заславський | Олександр Янушович Заславський | Олександр Янушович Заславський | Олександр Янушович Заславський |  |  |
|                             |                             |                             |                             |                             |                             |                   |                   |                   |                   |                   |                   |                |                |                |                |                            |                |  |  |                              |                              |                              |                              |                              |                              |                                          |                                          |                                          |                                          |                                          |                                          |                                |                                |                                |                                |                                |                                |  |  |
|                             |                             |                             |                             |                             |                             | Катажина Собеська | Катажина Собеська | Катажина Собеська | Катажина Собеська | Катажина Собеська | Катажина Собеська |                |                |                |                |                            |                |  |  |                              |                              |                              |                              |                              |                              | Владислав Домінік Заславський-Острозький | Владислав Домінік Заславський-Острозький | Владислав Домінік Заславський-Острозький | Владислав Домінік Заславський-Острозький | Владислав Домінік Заславський-Острозький | Владислав Домінік Заславський-Острозький |                                |                                |                                |                                |                                |                                |  |  |
|                             |                             |                             |                             |                             |                             | Катажина Собеська | Катажина Собеська | Катажина Собеська | Катажина Собеська | Катажина Собеська | Катажина Собеська |                |                |                |                |                            |                |  |  |                              |                              |                              |                              |                              |                              | Владислав Домінік Заславський-Острозький | Владислав Домінік Заславський-Острозький | Владислав Домінік Заславський-Острозький | Владислав Домінік Заславський-Острозький | Владислав Домінік Заславський-Острозький | Владислав Домінік Заславський-Острозький |                                |                                |                                |                                |                                |                                |  |  |
|                             |                             |                             |                             |                             |                             |                   |                   |                   |                   |                   |                   |                |                |                |                |                            |                |  |  |                              |                              |                              |                              |                              |                              |                                          |                                          |                                          |                                          |                                          |                                          |                                |                                |                                |                                |                                |                                |  |  |
|                             |                             |                             |                             |                             |                             |                   |                   |                   |                   |                   |                   |                |                |                |                | Теофіла Людвіка Заславська |                |  |  |                              |                              |                              |                              |                              |                              |                                          |                                          |                                          |                                          |                                          |                                          |                                |                                |                                |                                |                                |                                |  |  |